# Оливье I де Динан
Оливье I (фр. Olivier Ier; около 1040 — около 1111) — представитель дома де Динан, второй сеньор де Динан, сеньор де Жугон, сын Гозлена I, сеньора де Динан, и Оргуен, дочери Морвана, виконта Леона.

## Биография
Предполагается, что Оливье родился около 1040 года. У Гозлена I и его жены Оргуен, предположительно, был единственный сын Оливье I. Его существование подтверждено на основе современных исследований; в исторических источниках упоминаний о нём не сохранилось.
Оливье правил около шестидесяти лет после смерти отца и носил титул сеньора Динана. Виконт Жоффруа I, упоминаемый в современных ему записях начала XII века, не мог быть сыном Гозлена; предположительно он был сыном Оливье. Оливье скончался приблизительно в 1111 году и передал владения Жоффруа. Также предполагается, что сыном Оливье был Риваллон Рыжий, сеньор де Ланвалей, участник Крестовых походов.

## Брак и дети
Жена: Ганна де Шато-Ганн. Дети:
- Жоффруа I (ок. 1065 — 1123), сеньор де Динан
- Риваллон[1] (1070 — после 1120), сеньор де Ланваллей